# Șîhtari, Sokal
Șîhtari (în ucraineană Шихтарі) este un sat în comuna Tudorkovîci din raionul Sokal, regiunea Liov, Ucraina. Satul este situat în nordul regiunii istorice Galiția.

## Demografie
Componența lingvistică a localității Șîhtari
     Ucraineană (100%)
Conform recensământului din 2001, toată populația localității Șîhtari era vorbitoare de ucraineană (100%).